# Криле (филм)
„Криле“ е черно-бял, ням филм от 1927 г., носител на две награди на филмовата академия на САЩ. Освен първия Оскар за най-добър филм, филмът печели и първата Награда на академията за най-добри инженерни ефекти за Рой Померой.

## Сюжет
Двама младежи в малък американски град са влюбени в едно и също момиче. Когато САЩ се включват в Първата световна война, двамата се записват във военновъздушните сили. След усилена подготовка са изпратени във Франция, където от съперници на земята, те стават най-добри приятели във въздуха, особено по време на въздушните битки с германците.

## В ролите
| Актьор               | Роля              |
| -------------------- | ----------------- |
| Клара Боу            | Мери Престън      |
| Чарлс „Бъди“ Роджърс | Джек Пауъл        |
| Ричард Арлън         | Дейвид Армстронг  |
| Гари Купър           | кадет Уайт        |
| Джобина Ралстън      | Силвия Луис       |
| Ел Брендъл           | Херман Швимп      |
| Ричард Тъкър         | Въздушен командир |
| Роско Кърнс          | Лейтенант Камерън |

## Награди
Оскар (1927/28)
- Най-добър филм
- Най-добри ефекти, инженерни ефекти – Рой Померой